# Pascal Quittemelle
Pascal Quittemelle, né le 31 juillet 1962 à Mortagne-au-Perche (Orne) est un photographe, un éditeur et un auteur dans le domaine de la photographie professionnelle. 

## Biographie
Pascal Quittemelle est le fondateur du magazine français de photographie Profession Photographe. Créé en 2012, ce magazine s'adresse principalement aux photographes professionnels. En 2020, il crée le magazine  Pando, le magazine du bois et de la forêt.

## Livres
- Le Canada, Grands Voyageurs (photos) Éditions du chêne, 2008  (ISBN 978-2-84277-818-7)
- Construire sa maison en bois (photos), Éditions du chêne, 2010  (ISBN 978-2-84277-978-8)